# Brennihlíðarhögg
Brennihlíðarhögg är en bergstopp i republiken Island. Den ligger i regionen Västfjordarna, 190 km norr om huvudstaden Reykjavík. Toppen på Brennihlíðarhögg är 257 meter över havet.
Närmaste större samhälle är Hólmavík, nära Brennihlíðarhögg. Trakten runt Brennihlíðarhögg består i huvudsak av gräsmarker.